# John N. Abrams

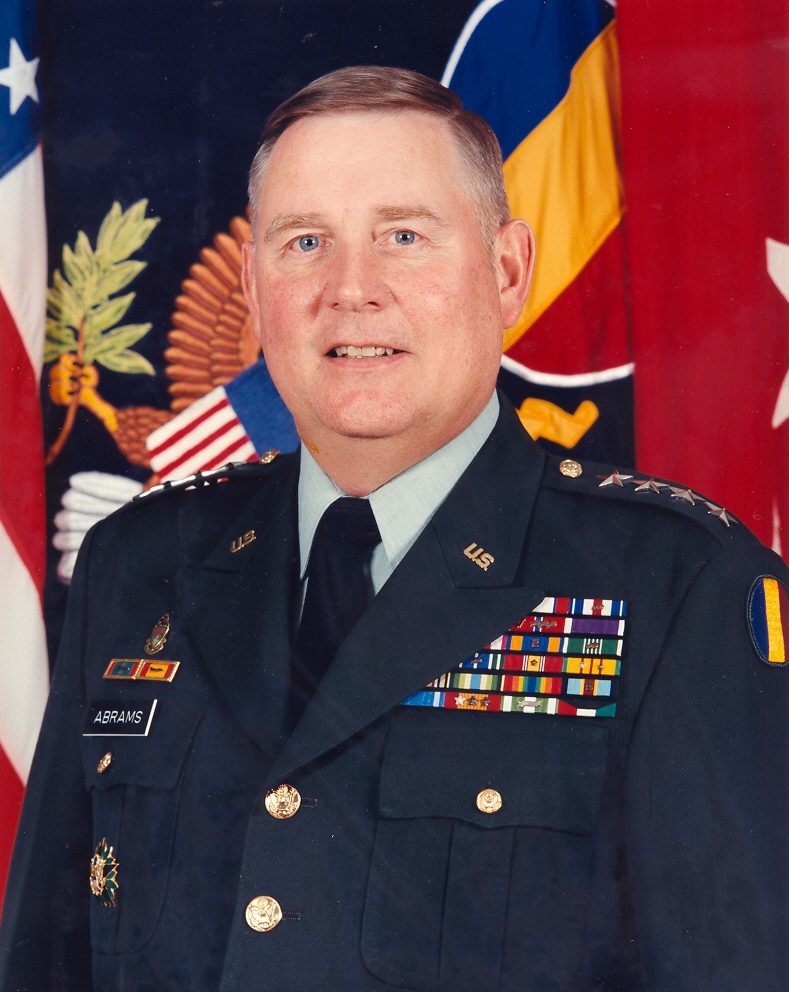
John N. Abrams

John Nelson Abrams (* 3. September 1946 in Fort Knox, Kentucky; † 20. August 2018 in Bethesda, Maryland) war ein General der United States Army. Er war unter anderem Kommandeur des V. Corps.

## Leben und Wirken
John Abrams war ein Sohn von General Creighton W. Abrams (1914–1974) und dessen Frau Julia Harvey. Sowohl der Vater als auch der Sohn kommandierten in ihrer aktiven Zeit das V. Corps. Seine beiden Brüder Creighton Williams Abrams III und Robert B. Abrams erreichten ebenfalls Generalsränge im Heer der Vereinigten Staaten. John absolvierte im Jahr 1964 die Frankfurt American High School in Frankfurt am Main, wo sein Vater damals als Kommandeur des V. Corps stationiert war. Anschließend studierte er bis 1966 an der Bowling Green State University in Ohio. Daran schloss sich ein Offiziersanwärterkurs der US Army (Officer Candidate School) an. Nach erfolgreicher Prüfung wurde er im Februar 1967 als Leutnant den Panzereinheiten zugeteilt. In der Armee durchlief er anschließend alle Offiziersränge vom Leutnant bis zum Drei-Sterne-General.
Im Lauf der Jahre absolvierte Abrams einige wichtige Weiterbildungsanstalten des amerikanischen Militärs. Dazu gehörten unter anderem das United States Army War College sowie das Command and General Staff College. Außerdem erhielt er akademische Grade von der Shippensburg University of Pennsylvania und der Bowling Green State University, an der er früher schon studiert hatte. Hinzu kam eine Ehrendoktorwürde von der Norwich University.
Zwischen 1967 und 1969 nahm John Abrams am Vietnamkrieg teil. Dabei war er unter anderem Zugführer in einer Schwadron des 1. Kavallerieregiments. Nach seiner Rückkehr aus Vietnam erfüllte er mehrfach Aufgaben als Stabsoffizier. Zwischenzeitlich war er ab 1972 für einige Zeit auch als Lehrer an der United States Military Academy in West Point tätig. Im Laufe seiner Laufbahn führten ihn Auslandseinsätze neben dem bereits erwähnten Vietnam nach Deutschland, Ungarn, Bosnien, Südkorea, Saudi-Arabien und Kuwait. In den Jahren 1985 bis 1988 war er zunächst Stabsoffizier (G3) und dann Stabschef der 3. Panzerdivision.
Zwischen 1988 und 1990 kommandierte John Abrams das 11. Kavallerieregiment, das damals in Deutschland stationiert war. In dieser Einheit war er von 1983 bis 1985 schon einmal als Kommandeur einer Schwadron tätig gewesen. In den Jahren 1990 und 1991 war er Stabsoffizier im Pentagon. Dabei war er an den Operationsplanungen und besonders an der Personalrekrutierung für den Zweiten Golfkrieg beteiligt. Anschließend war Abrams von 1991 bis 1993 stellvertretender Divisionskommandeur der 1. Panzerdivision. Zwischen Mai 1993 und März 1995 war er Kommandeur der 2. Infanteriedivision in Südkorea. Danach führte ihn sein Weg zurück nach Deutschland, wo er zwischen dem 6. April 1995 und dem 31. Juli 1997 als Nachfolger von Jerry R. Rutherford den Oberbefehl über das V. Corps hatte. Seit 1995 nahmen Einheiten dieses Corps an der Operation Joint Endeavour in Bosnien und Herzegowina teil.
Nach seiner Zeit als Kommandeur des V. Corps wurde John Abrams 1997 stellvertretender Kommandeur des United States Army Training and Doctrine Command. Nach seiner Beförderung zum Viersterne-General übernahm er am 14. September 1998 das Kommando über diese militärischen Ausbildungseinrichtung; hier folgte er auf William W. Hartzog. Dieses Kommando bekleidete er bis zum 6. November 2002, ehe er von Kevin P. Byrnes abgelöst wurde. Anschließend ging er in den Ruhestand.
In seinem Ruhestand gründete und leitete Abrams die Beraterfirma Abrams Learning Information Services. Außerdem arbeitete er als Militäranalyst für die Presseagentur Associated Press. Er war ein begeisterter Ski- und Radfahrer und engagierte sich in der heimischen katholischen Kirchengemeinde. Mit seiner Frau Cecelia R. Bosico hatte er zwei Töchter. John Abrams starb am 20. August 2018 im Walter-Reed-Militärkrankenhaus in Bethesda in Maryland.

## Orden und Auszeichnungen
General John Abrams erhielt im Lauf seiner militärischen Laufbahn unter anderem folgende Auszeichnungen:
- Army Distinguished Service Medal
- Silver Star
- Legion of Merit
- Bronze Star Medal
- Meritorious Service Medal
- Air Medal
- Purple Heart
- Army Commendation Medal
- Army Achievement Medal
- National Defense Service Medal
- Vietnam Service Medal
- Southwest Asia Service Medal
- Armed Forces Service Medal
- Overseas Service Ribbon
- NATO-Medaille
- Gallantry Cross (Südvietnam)
- Verdienstorden der Bundesrepublik Deutschland
- Gallantry Cross (Südvietnam)
- Civil Actions Medal (Südvietnam)
- Vietnam Campaign Medal (Südvietnam)
- Kuwait Liberation Medal (Kuwait)